# Christian Erdmann von Dieskau
Christian Erdmann von Dieskau († 7. Januar 1738 in Imnitz) war ein sachsen-merseburgischer Kammerrat, Amtshauptmann und Rittergutsbesitzer auf Kölzen, Imnitz und Rüben. 

## Leben
Er stammte aus dem meißnischen Adelsgeschlecht von Dieskau und war der Sohn des sachsen-merseburgischen Geheimen Rates Otto Erdmann von Dieskau († 1716). Wie sein Vater so schlug auch er eine Verwaltungslaufbahn im Herzogtum Sachsen-Merseburg ein. Christian war von 1711 bis 1713 Schüler auf der Landesschule Pforta. 1716 schrieb er gemeinsam mit Johann Christoph dorn die Dissertatio juris naturae ac gentium de eo quod est justum circa legationes assiduas... quam... examini subjiciet praeses.
Christian Erdmann von Dieskau übernahm als einziger Sohn das väterliche Rittergut Kölzen, zu dem auch der Sattelhof Starsiedel gehörte. Beide Güter hatte sein Großvater Carl von Dieskau im Jahre 1669 erworben.
Er war verheiratet mit Henriette Sibylle geb. von Osterhausen. Mit ihr hatte er den einzigen Sohn Otto Ernst von Dieskau (1725–1746), der als Student an der Universität Leipzig starb.
Von ihm stammt u. a. das Gelegenheitsgedicht Glückliche Eroberung Einer schönen Burg Wolte Bey der Bünau-Burckersrodischen Glücklichen Vermählung Welche Jn Merseburg den 21. Jun. 1702. vollzogen wurde, Mit Hochst-erfreueten Gemüthe vorstellen Christian Erdmann von Dießkau.
Christian Erdmann starb in Imnitz. Seine Leiche wurde in das Erbbegräbnis nach Starsiedel überführt und dort beigesetzt.
Neben dem früh verstorbenen Sohn Otto Ernst hatte er auch noch zwei Töchter, Agnese Helene von Böltzig geb. von Dieskau, Ehefrau von Gottlob Leopold von Boeltzig auf Imnitz, und Henriette Elisabeth Johanna von Dieskau, Ehefrau von Wilhelm Carl August von Brandenstein, der später die Rittergüter Kölzen und Starsiedel übernahm.